# Marie Collonvilléová
Marie Collonvilléová (* 23. listopadu 1973, Amiens, Pikardie) je bývalá francouzská atletka, která se specializovala na víceboj.

## Kariéra
V roce 2003 si vytvořila na halovém MS v Birminghamu výkonem 4 644 bodů osobní rekord v pětiboji a vybojovala bronzovou medaili.
Na letních olympijských hrách 2004 v Athénách skončila s počtem 6 279 bodů na 7. místě. Největší ztrátu v sedmiboji zaznamenala v koulařské části, kde obsadila výkonem 12,35 metru 24. místo.
26. září 2004 na vícebojařském mítinku ve francouzském Talence vytvořila nový světový rekord v desetiboji (100 m - 12,48 s, disk - 34,69 m, tyč - 350 cm, oštěp - 47,19 m, 400 m - 56,15 s, 100 m př. - 13,96 s, dálka - 618 cm, koule - 11,90 m, výška - 180 cm, 1500 m - 5:06,09), jehož hodnota byla 8 150 bodů. O necelý rok později rekord překonala o 208 bodů litevská vícebojařka Austra Skujytė.
V roce 2005 skončila šestá na halovém ME v Madridu i na světovém šampionátu v Helsinkách. Reprezentovala také na letních olympijských hrách v Pekingu v roce 2008, kde dokončila sedmiboj na 12. místě (6 302 bodů).

## Osobní rekordy
- pětiboj – 4 644 bodů – 14. březen 2003, Birmingham
- sedmiboj – 6 350 bodů – 14. září 1997, Talence